# Kroumirs
Les Kroumirs, Khroumirs ou encore Khmir (arabe : الخمير) sont un ensemble de tribus d'origine arabe formant une confédération tribale établie dans le Nord-Ouest de la Tunisie, au sein d'une région qui porte leur nom, la Kroumirie.
Il s'agit de l'une des plus importantes confédérations tribales tunisiennes, constituée d'au moins 25 fractions. Elle s'étend sur les gouvernorats de Béja, Jendouba et Bizerte. Elle est connue notamment pour sa résistance face au pouvoir beylical et à la conquête française de 1881.

## Histoire

### Origines

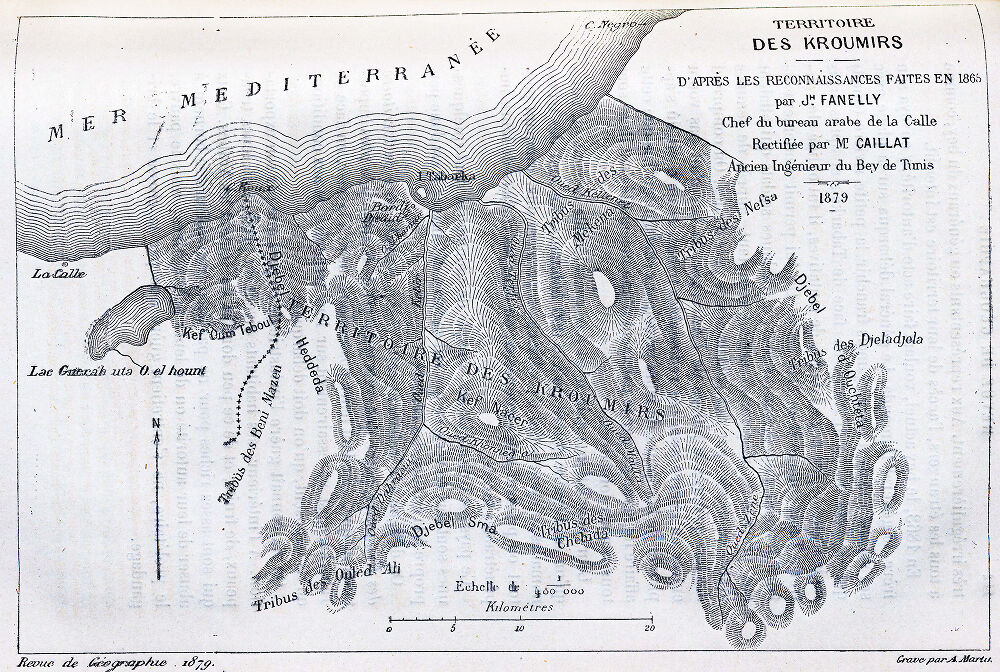
Carte du territoire des Kroumirs.

En 1891, Lucien Bertholon donne plusieurs hypothèses sur l'origine des Kroumirs, en soulignant toutefois l'absence d'une tradition écrite à ce sujet. Ainsi, l'historien arabe Ibn Khaldoun (fin du XIVe siècle) la fait descendre d'Abdallah-El-Khoumiri, membre d'une tribu originaire d'Arabie arrivée en Afrique du Nord en 973 et dont les sept fils seraient les ancêtres des actuels Kroumirs. Selon d'autres versions, datant de l'époque coloniale, la population serait issue des Chabbia, une confédération religieuse arabe venue du Sud tunisien.

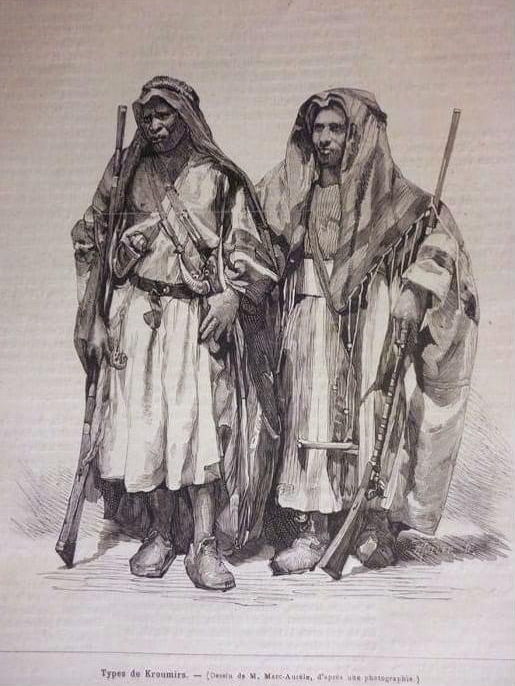
Hommes kroumirs.

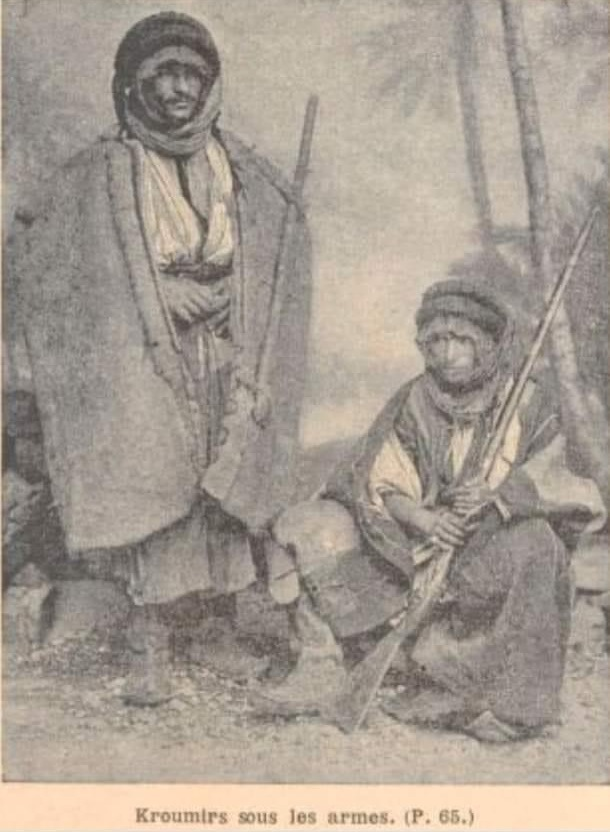
Guerriers kroumirs.

Cela rejoint les origines énumérées par deux militaires français, Henri Guérard et Émile Boutineau, en 1892. Ainsi, dans une première hypothèse, les Kroumirs seraient les descendants d'un certain Khmir-Ben-Omar, et seraient venus d'Arabie lors de la conquête arabe de l'Afrique du Nord au moment de la prise de Sufétula, gouvernée alors par le patrice Grégoire. L'un des descendants de Khmir-ben-Omar, nommé Sidi-Abdallah-ben-Djemmel, s'installe avec les siens près d'Aïn Draham, et ses enfants forment la tribu des Khmirs.
La seconde version proviendrait des Kroumirs eux-mêmes et se rapproche beaucoup de la précédente. Le fondateur de leur tribu est originaire d'une tribu d'Arabie, appelé Banû Khmir. Cette tribu est l'une des premières à embrasser la cause du prophète Mahomet et à se lancer avec les autres peuples de l'Arabie à la conquête de l'Afrique du Nord. Elle s'arrête au Maroc, où elle s'établit dans la Seguia el-Hamra. Plus tard, un membre de cette tribu nommé Abdallah-el-Khmir quitte ses frères et se dirige vers l'Ifriqiya pour s'établir dans l'actuelle Kroumirie. Abdallah-el-Kmir aurait eu sept enfants qui donnent naissance à diverses fractions des Kroumirs.
Jacques Taïeb, dans son article de l'Encyclopédie berbère consacré à la région, rapporte également que les habitants déclarent descendre d'une tribu arabe, les Banû Khamr ou Khumayr, dont un représentant, Khumayr Ben ‘Umar, est un compagnon du conquérant de l'Afrique du Nord, Oqba Ibn Nafi al-Fihri. Il juge cette tradition plausible. Khumayr Ben ‘Umar est aussi un compagnon du prophète Mahomet, et a participé à plusieurs batailles sous sa direction. Il est connu pour sa sagesse et ses conseils avisés, et considéré comme l'un des sages de l'islam. Il meurt en 665 à Kairouan.
Selon le Tarikh al-Tabari de l'historien perse Tabari, les Banu Khumayr sont originaires de la région du Nejd, en Arabie. Ils appartiennent à l'une des branches des Banu Hanifa, une confédération tribale qui joue un rôle important dans l'histoire de l'Arabie préislamique. Les Banu Khumayr sont impliqués dans les guerres et les conflits qui ont lieu pendant les premières années de l'islam, notamment pendant la période des Ridda (guerres contre les rebelles qui ont suivi la mort du prophète) et pendant les guerres de conquête de l'empire islamique. Certains membres de la tribu sont également impliqués dans des rébellions contre les califes, notamment contre Abou Bakr. Malgré leur implication dans ces conflits, les Banu Khumayr sont connus pour leur soutien à l'islam et leur contribution à sa propagation. Certains membres de la tribu sont des compagnons du prophète, tandis que d'autres participent à des expéditions militaires pour étendre le califat omeyyade. Le savant Ibn Hajar al-Asqalani dans son Al-Isaba fi tamyiz al Sahaba ainsi que l'historien Hakim al-Nishaburi dans son Al-Mustadrak alaa al-Sahihain le mentionnent également.

### Époque moderne

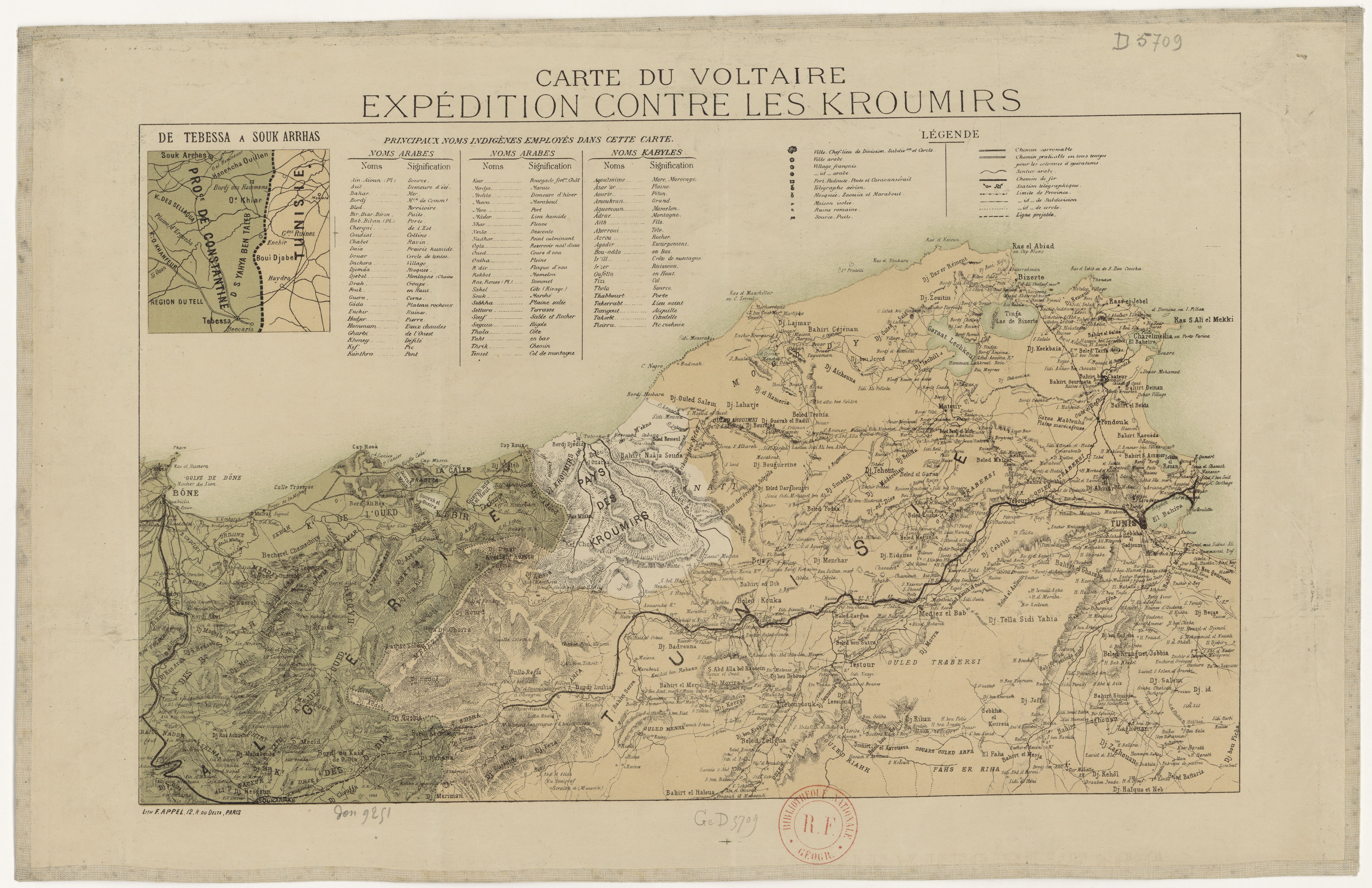
Carte de l'expédition française menée contre les Kroumirs.

Durant la période beylicale, les Kroumirs sont réputés pour leur tradition cavalière et guerrière. Ils se révoltent de manière récurrente face au pouvoir du bey de Tunis et ne paient pas d'impôts contrairement aux autres tribus tunisiennes. Selon l'historien tunisien Abdellaziz Guesmi, leur devise est « mourir dans son lit, c'est mourir en charogne ». Selon lui, pour un Kroumir, il fallait être tué en défense de l'honneur de la famille et celui de l'islam pour mourir en homme. En 1864, les Kroumirs, lassés par les exactions du grand vizir Mustapha Khaznadar se révoltent et marchent sur Tunis, dans un premier temps avec l'appui des Drid de Béja. Toutefois ceux-ci font défection. Indignés, les Kroumirs descendent néanmoins de leurs montagnes en janvier 1865 et se ruent sur les plaines fertiles, pillant les propriétés et les troupeaux.

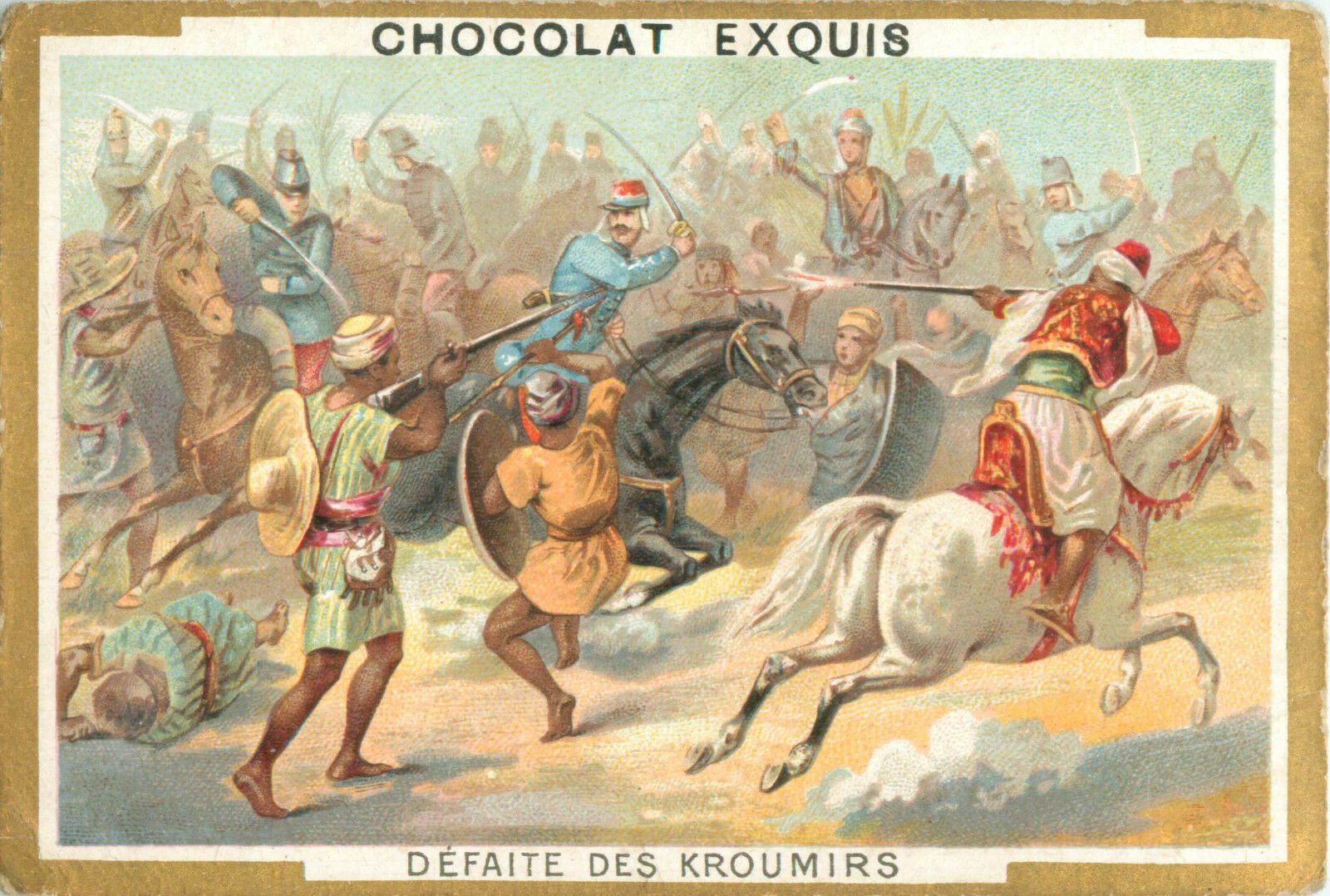
Carte postale illustrant une bataille entre les Kroumirs et les Français.

Par la suite, les Kroumirs sont connus pour avoir été à l'origine de la guerre franco-tunisienne de 1881 qui mène à l'établissement du protectorat français. En effet, au début de l'année 1881, des troubles éclatent à la frontière algéro-tunisienne entre la tribu des Kroumirs et celle des Ouled Nahd en Algérie française. Lors d'une incursion des Kroumirs, six soldats français sont tués ainsi qu'une cinquantaine de Ouled Nahd. Jules Ferry, président du Conseil, ordonne une offensive décrite comme « une expédition punitive » pour garantir l'intégrité territoriale de la France. Un corps expéditionnaire de 24 000 hommes placé sous le commandement du général Léonard-Léopold Forgemol de Bostquénard est déployé. La guerre éclate et la résistance des Kroumirs est féroce, celle-ci rassemblant de nombreuses tribus tunisiennes face à l'envahisseur français. Les pertes françaises sont lourdes et la guerre marque l'opinion publique française. Un mot d'argot populaire naît, un Kroumir désignant désormais dans la langue française un voyou, un malotru, un pillard. La cité des Kroumirs dans le 13e arrondissement de Paris portera d'ailleurs leur nom. Le nom désigne également une friandise d'inspiration orientale créée en France à la fin du XIXe siècle, composée d'une pâte d'amande trempée dans un bain de sucre d'orge au chocolat.

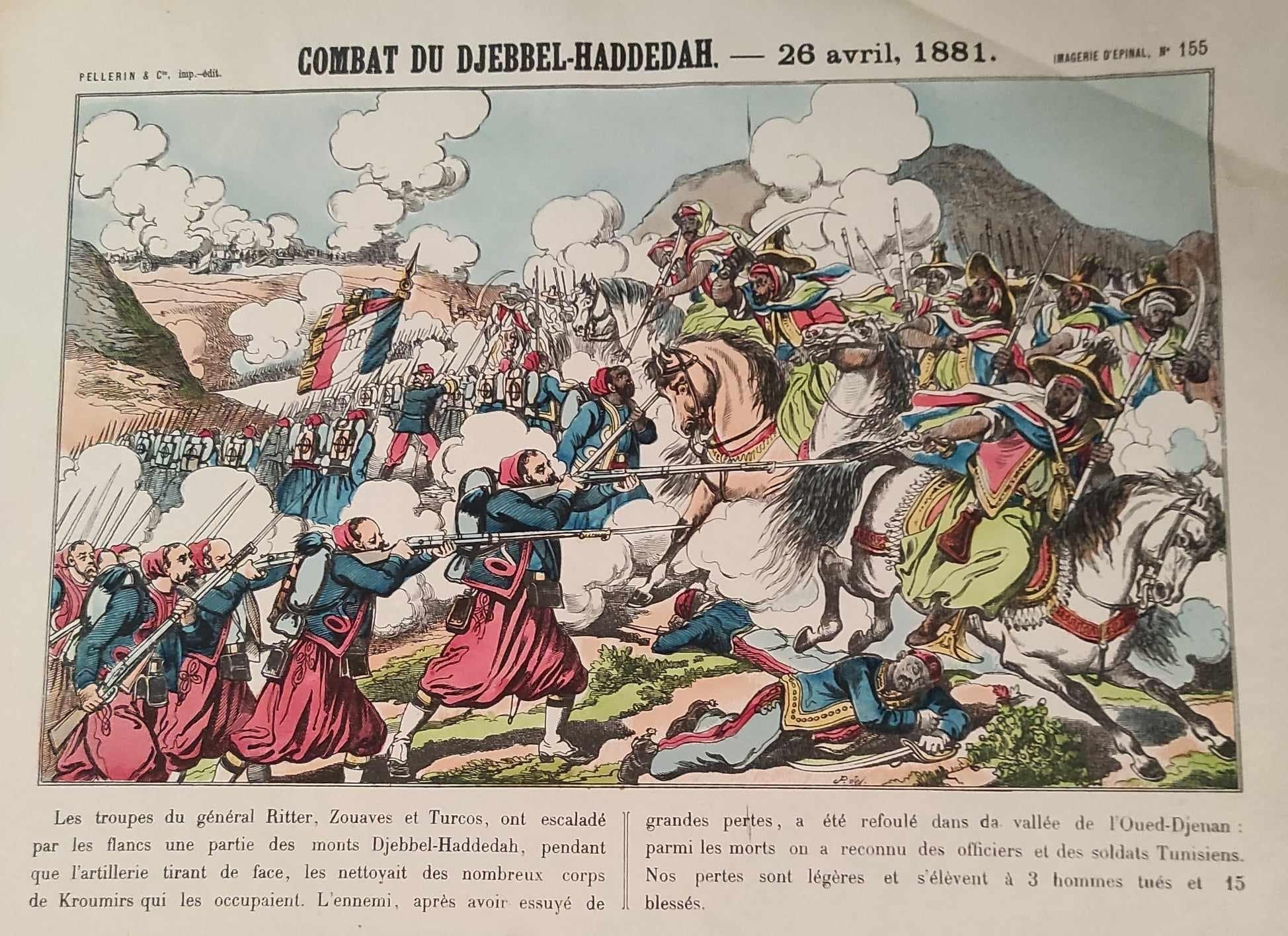
Combat du djebbel Haddedah entre les Kroumirs et les Français en avril 1881.

Ainsi, de très nombreuses descriptions par des ethnologues et historiens français datent de cette période. En 1892, Henri Guérard et Émile Boutineau énoncent que les Kroumirs sont « primitivement de race arabe » de par leurs mœurs et leur physique et sont décrits comme étant « grands », « bien découplés », « très forts », avec une musculature très développée. Ils témoignent également de la similarité des Kroumirs avec les autres Arabes de par leurs vêtements et leurs coutumes de mariage. En 1896, un ethnologue français dénommé Marcelli les décrit comme « grands, fort, vigoureusement charpentés ».
Les Selloul sont la fraction la plus peuplée de la confédération. Les Kroumirs sont par ailleurs engagés au nombre de 15 000 au sein de l'armée beylicale tunisienne.

## Culture

### Mode de vie

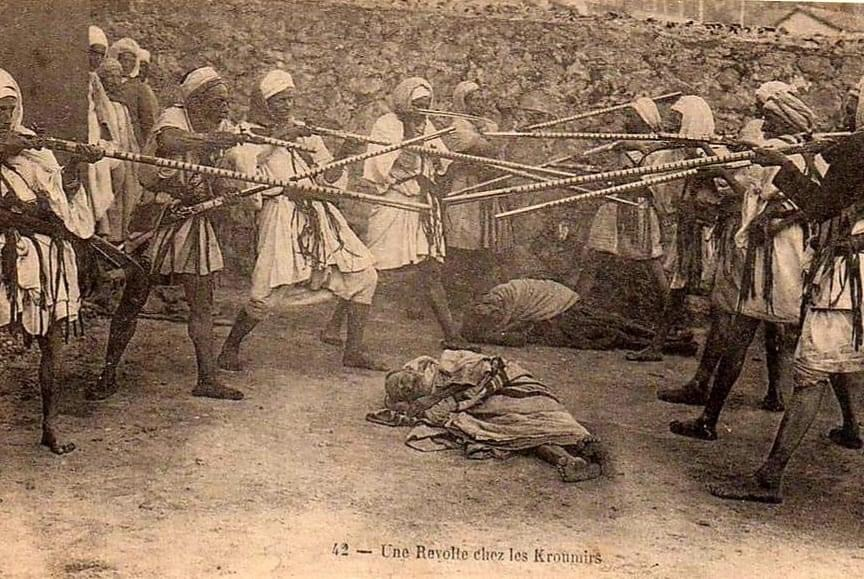
Révolte chez les Kroumirs.

Les Kroumirs sont des nomades, ils s'adonnent à la culture céréalière et bovine, notamment dans les régions de Béja et Fernana. Cependant, certaines tribus kroumires sont sédentaires, telles que les Amdoun, les Nefza ou encore les Ouchtata. Ces tribus sédentaires ne vivent pas dans des villages, mais plutôt en petites agglomérations (douars) composées de familles, dans des constructions réalisées en bois de chêne-liège, très répandu dans la région, ou en cabanes construites en pierres et recouvertes par la chaume, isolées et dispersées dans les plaines et collines de la région.

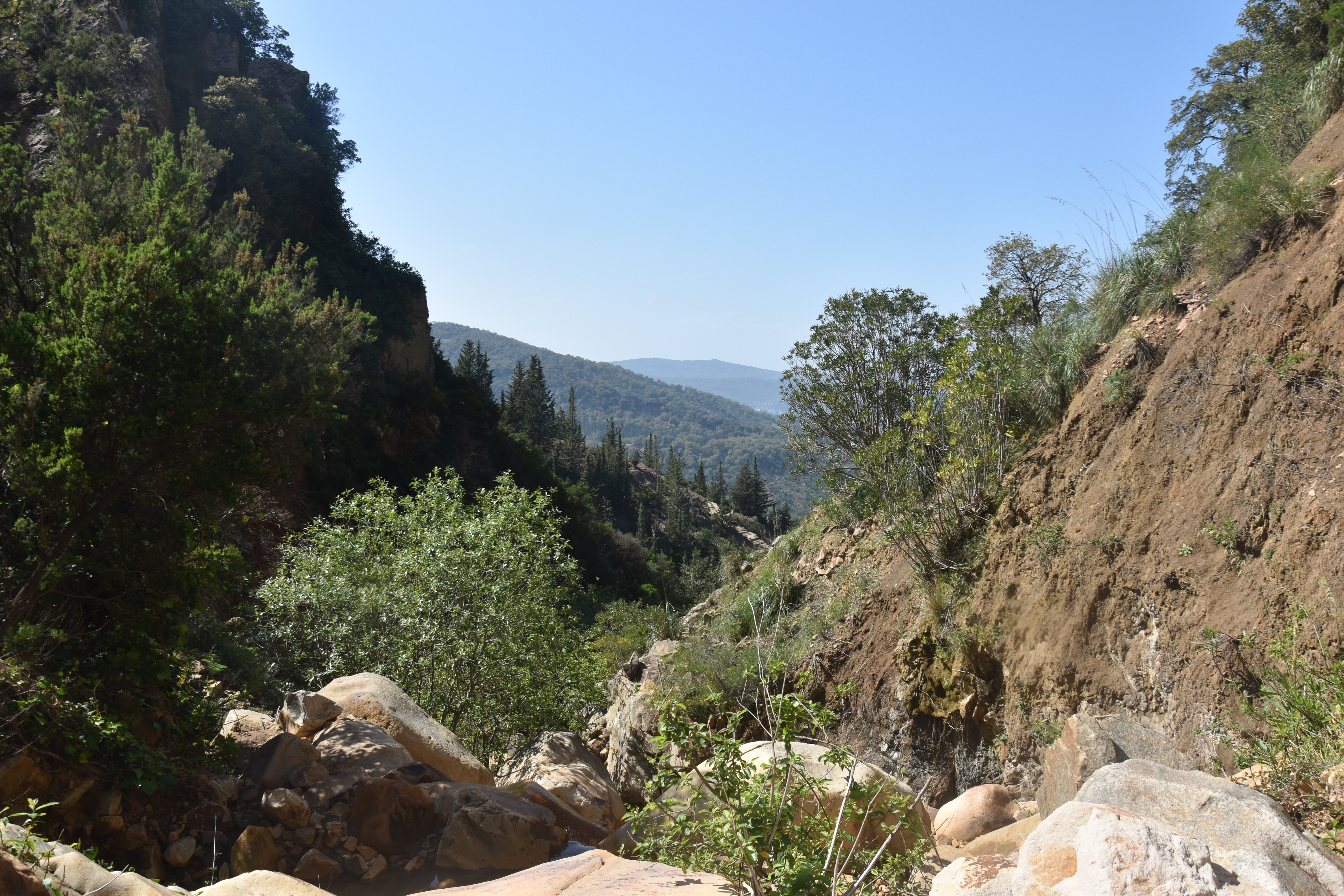
Paysage de la Kroumirie.

Le dimanche, ils se retrouvent lors du marché hebdomadaire à Fernana qui constitue une ressource collective et un poids économique. Ce marché se nommerait « Souk Fernana » (Fernana serait la traduction de « liège ») ou « Souk Sidi Abdallah Ben Jemmel », le saint dont les Kroumirs revendiquent l'origine et qui aurait formé ce marché.

### Patrimoine

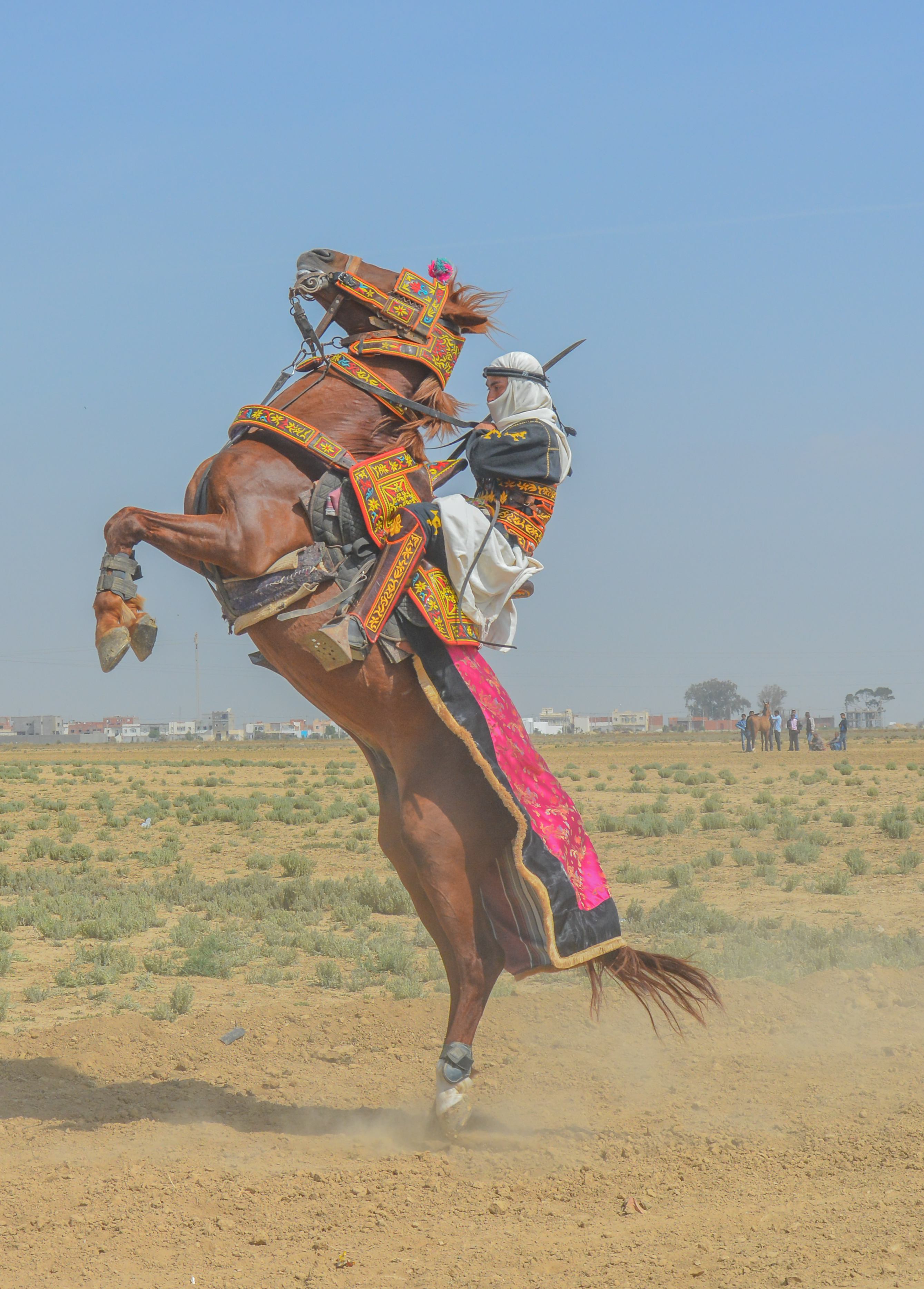
Cavalier kroumir lors du premier festival équestre de Kairouan en 2016.

Leurs tenues ne diffère pas de celle des autres hommes tunisiens, hormis par le port d'un volumineux turban et d'un agal et non d'une chéchia. Quant aux femmes, elles portent la melhafa, une tenue traditionnelle présente partout dans le pays. Celles-ci se couvrent le corps d'or et de bijoux les jours de fêtes.
La danse traditionnelle kroumirienne est appelée « tamtam », tandis que la musique traditionnelle est caractérisée par des instruments tels que le guembri (sorte de luth) et le zukra (instrument à vent).
Les Kroumirs sont connus pour leur religiosité. Musulmans, ils s'adonnent aux cultes soufis. Une fois par an, à la fin de l'été, ils se rassemblent autour de la qoubba du marabout Sidi-Abdallah-ben-Djemel pendant trois jours. Historiquement, ils sont réputés pour leur cavalerie.

## Composition
Les tribus suivantes sont identifiées sur le territoire de la Kroumirie :
- Khoumirs ;
- Maknas ;
- Nefzas ;
- Ouchtettas ;
- Fatnassas ;
- Amdouns ;
- Territoire de Béja ;
- Chiahias ;
- Oulad Bou-Salem ;
- Djendoubas ;
- Hakims ;
- Oulad Soltan ;
- Oulad Sedira ;
- Ghazouans ;
- Khezaras ;
- Merassens ;
- Ouchtettas ;
- Beni Mazzen ;
- Oulad Ali, à ne pas confondre avec les Ouled Ali des Fraichiches.